# Canberra Women's Classic 2004
Canberra Women's Classic 2004 — жіночий тенісний турнір, що проходив на відкритих кортах з твердим покриттям National Sports Club у Канберрі (Австралія). Належав до турнірів 5-ї категорії в рамках Туру WTA 2004. Турнір відбувся вчетверте і тривав з 11 до 17 січня 2004 року. Друга сіяна Паола Суарес здобула титул в одиночному розряді, відігравши п'ять матчболів, й отримала за це 16 тис. доларів США.

## Фінальна частина

### Одиночний розряд
Паола Суарес —  Сільвія Фаріна-Елія 3–6, 6–4, 7–6(7–5)
- Для Суарес це був 1-й титул в одиночному розряді за рік і 4-й - за кар'єру.

### Парний розряд
Єлена Костанич /  Клодін Шоль —  Каролін Денін /   Ліза Макші 6–4, 7–6(7–3)